# Dominique Paoli
Pour les articles homonymes, voir Paoli.
Danielle Colle, dite Dominique Paoli, est une journaliste et essayiste française née le 18 novembre 1941 à Marseille (Bouches-du-Rhône) et morte le 12 septembre 2021 à Paris,. Elle a été présidente de Radio Courtoisie de 2017 à 2021.

## Biographie
Petite-nièce de Charles Maurras, fille unique de René Colle, cousin germain de Maurras, et de Marie Gaouyer, Danielle Colle naît le 18 novembre 1941 à Marseille (Bouches-du-Rhône),. Après des études de piano au conservatoire, les événements d'Algérie la convainquent de poursuivre des études d'histoire à la Sorbonne avant de débuter une carrière de journaliste. Elle épouse le 28 avril 1981 le commandant André Latil (1923-2020), capitaine au long cours originaire d'Aix-en-Provence.

### Presse écrite
Cinéphile à l'instar de son père, Dominique Paoli commence en 1971 sa carrière de journaliste en rédigeant la rubrique cinéma du journal Nouvelle Action française. Elle collabore ensuite durant vingt ans au magazine Point de vue dont elle dirige le service historique[réf. souhaitée].

### Radio
Ayant succédé à Pierre Chaunu, Dominique Paoli codirige à partir du 1er février 2005 avec Anne Collin une émission hebdomadaire sur Radio Courtoisie, Les Mardis de la mémoire, principalement consacrée à des ouvrages historiques. Elle dirige également de 2017 à sa mort le Libre journal du lundi soir en collaboration avec Michel Leblay, membre du Carrefour de l'horloge.
Directrice du comité éditorial puis secrétaire générale de Radio Courtoisie en juillet 2012, elle en prend la présidence en juillet 2017, succédant à Henry de Lesquen, alors que la radio fait l'objet d'une procédure de sanction du CSA en raison de propos controversés tenus à l'antenne par ce dernier.
Sous sa direction, les fréquences hertziennes régionales, menacées de réattribution par le CSA, sont préservées. Une enquête est menée auprès des auditeurs à l'été 2018 avant une évolution de la grille des programmes comprenant notamment la création d'une tranche matinale d'information quotidienne en septembre 2021.

### Historienne
Dominique Paoli consacre ses écrits à l'histoire contemporaine, notamment aux monarchies européennes et françaises de la fin du XVIIIe au début du XXe siècle. Elle était notamment une spécialiste de l'histoire de la maison d'Orléans.

### Engagements
Royaliste orléaniste, elle signe en 1999 la pétition du collectif Non à la guerre dénonçant le bombardement de la Serbie le 24 mars 1999, dans le cadre de l'opération Allied Force. Après avoir vice-présidé l'Œuvre des saints-anges, elle préside à partir de novembre 2012 l'Association des amis du chemin de Paradis.
Les cendres de Dominique Paoli sont inhumées au cimetière Saint-Joseph de Martigues dans le caveau familial auprès de son mari André Latil.

## Ouvrages
- Clémentine, princesse Napoléon : 1872-1955, Paris, Duculot, 1992 (réimpr. 1998), 259 p. (ISBN 978-2-87386-128-5).
- Avec Cyrille Boulay (photogr. Olga Alexandrovna de Russie), Nicolas II et sa famille : l'album du souvenir, Paris, Flammarion, 1992, 127 p. (ISBN 2-08-012166-9, BNF 35506327).
- Sophie-Charlotte, duchesse d'Alençon : au-delà du mythe, Bruxelles, Racine, coll. « Les Racines de l'histoire », 1995 (réimpr. 1999), 288 p. (ISBN 2-87386-009-X).
- Il y a cent ans, l'incendie du bazar de la Charité (préf. Isabelle d'Orléans-Bragance), Paris, Mémorial du bazar de la Charité, 1997, 96 p. (ISBN 2-9511247-0-8, BNF 36183992).
- Henriette : duchesse de Vendôme, 1870-1948, Bruxelles, Racine, coll. « Les Racines de l'histoire », 2000, 269 p. (ISBN 978-2-87386-173-5).
- Maxime ou Le Secret Weygand, Bruxelles, Racine, coll. « Les Racines de l'histoire », 2004, 225 p. (ISBN 2-87386-301-3, BNF 40061916).
- Fortunes et infortunes des princes d'Orléans : 1848-1918, Paris, Artena, 2006 (réimpr. 2012), 400 p. (ISBN 2-35154-004-2, BNF 40148784).
- L'Impératrice Charlotte : le soleil noir de la mélancolie, Paris, Perrin, 2008, 328 + 8 (ISBN 978-2-262-02131-3, BNF 41373841).
- Henry Le Tonnelier de Breteuil, Journal secret (1886-1889), Paris, Mercure de France, coll. « Le Temps retrouvé », 2007 (réimpr. 2012), 387 p. (ISBN 978-2-7152-2659-3, BNF 40983685).
- Antoine d'Orléans, Ma captivité pendant la Terreur : mémoires, Paris, Tallandier, coll. « La Bibliothèque d'Évelyne Lever », 2009, 174 p. (ISBN 978-2-84734-543-8, BNF 41421449, présentation en ligne).
- Madame Adélaïde : sœur et égérie de Louis-Philippe, Paris, Perrin, 2016, 400 p. (ISBN 978-2-262-03269-2, BNF 45047422, présentation en ligne).

## Prix
- Mention spéciale du prix Hugues-Capet 2006 pour Fortunes et infortunes des princes d'Orléans[11].
- Prix Saint-Louis 2007 de l'Association professionnelle de la presse monarchique et catholique pour Fortunes et infortunes des princes d'Orléans[11].